# Tlalnepantla de Baz
Tlalnepantla de Baz là một đô thị thuộc bang México, México. Năm 2005, dân số của đô thị này là 683808 người.